# Irma Heijting-Schuhmacher
Irma Heijting-Schuhmacher (n. 24 februarie 1925, Ginneken en Bavel⁠(d), Brabantul de Nord, Țările de Jos – d. 8 ianuarie 2014, Noul Wales de Sud, Australia) a fost o înotătoare ce a reprezentat Regatul Țărilor de Jos, medaliată olimpică. A participat la 2 ediții ale Jocurilor Olimpice (1948, 1952) în care a câștigat o medalie de argint și o medalie de bronz.